# Alfabeto concorrente
Nella teoria dei linguaggi formali, e in particolare nell'ambito dei linguaggi traccia, un alfabeto concorrente è costituito da una coppia {\displaystyle (\Sigma ,\theta )} in cui {\displaystyle \Sigma } rappresenta un generico alfabeto e {\displaystyle \theta } rappresenta una relazione binaria su {\displaystyle \Sigma } detta relazione di indipendenza. Dati due simboli {\displaystyle a,b\in \Sigma }, se {\displaystyle (a,b)\in \theta } si dice che {\displaystyle a} e {\displaystyle b} sono indipendenti.
La relazione di indipendenza {\displaystyle \theta } è definita come una relazione binaria su {\displaystyle \Sigma } antiriflessiva e simmetrica. Il fatto che, dal punto di vista della concorrenza, due simboli {\displaystyle a} e {\displaystyle b} indipendenti possano essere elaborati in un ordine qualunque oppure in parallelo spiega perché {\displaystyle \theta } sia definita in questo modo, infatti:
- un simbolo non può essere elaborato concorrentemente a sé stesso (irriflessività);
- nel caso {\displaystyle a} possa essere elaborato concorrentemente rispetto a {\displaystyle b}, lo stesso deve valere per {\displaystyle b} rispetto ad {\displaystyle a} (simmetria).

Il concetto di alfabeto concorrente costituisce una generalizzazione del concetto di alfabeto, il quale può essere visto come un alfabeto concorrente con la relazione di indipendenza vuota.